# القنادسة
القنادسة بلدية بولاية بشار، تقع هذه المدينة غرب الولاية على بعد حوالي 20 كلم تقريبا، ويبعد عنها سد جرف التربة غربا الذي أنشأ منذ الستينيات بحوالي 30 كلم، وهي الآن مربوطة بطريق سريع مع الولاية تم إنشاؤه سنة 2009، كما أنها تعد أول مدينة توهج فيها مصباح منذ أن تم اكتشاف فيها الفحم من طرف المستعمر الفرنسي، وهي أكبر بلدية في المنطقة من حيث عدد السكان. تحتوي هذه البلدية على 4 مدارس ابتدائية و 3 متوسطات وثانوية إضافة إلى مركز للتكوين المهني و المكتبة البلدية.

## تسميتها

### لغة
وتسميتها عربية:
- قندس: بفتح القاف والدال بمعنى تاب بعد معصية.
- قندس في الأرض: ذهب على وجهه ضاربا فيها.

### معنى التسمية
وفي معنى تسميتها بالقنادسة يقول العلامة محمد بن عبد السلام الناصري الدرعي في رحلته الحجية لعام 1199هـ/1784م: «ثم بتنا بواد جير القريب ماؤه من الحاج فوجدناه قريب العهد بالسيلان, ثم منه بعد الفجر فوصلنا القنادسة ضحى يوم الخميس الأول من رجب، وتعرف في القديم بالعوينة. ولعل تسميتها بالقنادسة محدثة تسمية لها باسم من نزلها، بعد أن تلقانا سكانها من المرابطين بني الشيخ ابن أبي زيان مظهرين الفرح والسرور مشاة وركبانا كهولا وشيوخا وصبيانا فتسابقوا وتناصلوا وأخلوا بنادقهم. ونزل الركب على العادة بساحة ديارهم وبالغوا في القرا، ووجدنا جماعة وافرة منهم ومن انضاف إليهم متأهبين للحج، فأقمنا يومين وفي الثالث ارتحلنا. والبلدة منقطعة في صحراء من الأرض بها عيون قليلة الماء جدا مع كونها غير عذبة إلا أن البدن يصلح عليها كالدواب يزعم ذلك أهلها، و بها نخل قليل، والبلد عامر تصلى فيه الجمعة..»
يشاع في الروايات الشفوية ان أول قادم إلى القنادسة هو الولي الصالح سيدي الحاج بن أحمد دفين المسجد العتيق الذي تصلى فيه الجمعة والعيدين ويسمى هذا المسجد بمسجد الخطبة ويفضل أهل القنادسة بتسميته مسجد سيدي الحاج بن أحمد وهو غير سيدي عبد الرحمن بن أحمد الجد المذكور في عمود نسب مؤسس قصر القنادسة وزاويتها سيدي محمد فتحا بن أبي زيان القندوسي الشريف.

### تسميتها القديمة
كانت تعرف في القديم بالعوينة وبهذه التسمية ذكرها العلامة الرحالة أبو سالم عبد الله بن محمد العياشي
صاحب الرحلة العياشية التي يسميها غيره بماء الموائد.
و العوينة  هذه هي غير العوينة المذكورة في عقود شراء بعض الأسر القندوسية وهم أولاد بوزيان من غير الأسرة البوزيانية المنيعية العربية وغير المرابطين القندوسيين ذرية العارف بالله سيدي محمد فتحا بن أبي زيان الشريف القندوسي العوينة المذكورة في وثائق الشراء والتي غلطت العديد من المهتمين بتاريخ القنادسة وزاويتها وهي مغالطة متعمدة تقع شمال شرق الزاوية القندوسية أسفل جبل البرقة وبجانب الجبل المسمى بغار الضبع.

## تاريخ

### شرائها
اشترى أجداد سكان القنادسة: وسيدي بوزيان هذه البلدة بديارها وسوادها وبياضها ومرافقها من أولاد سنينة الفجيجيين.
وهم:الفقير بوجمعة والفقير مُحمد نائبين عن إخوانهم وشهد بذلك من الشهود مبارك بن عبو البشاري النسب وبو عنبر بن عبد اللطيف الواكدي النسب بتاريخ 15 شوال عام 929هـ/1523م
بثمن قدره ونهايته 700 مثقال دراهم فضة سكة تاريخه حسب ما جاء في وثيقة شراء قديمة.
اظهر وائق الشراء

### الاوضاع الثقافية والدينية والاجتماعية قبل مجيء العارف بالله سيدي محمد بن أبي زيان الشريف القندوسي

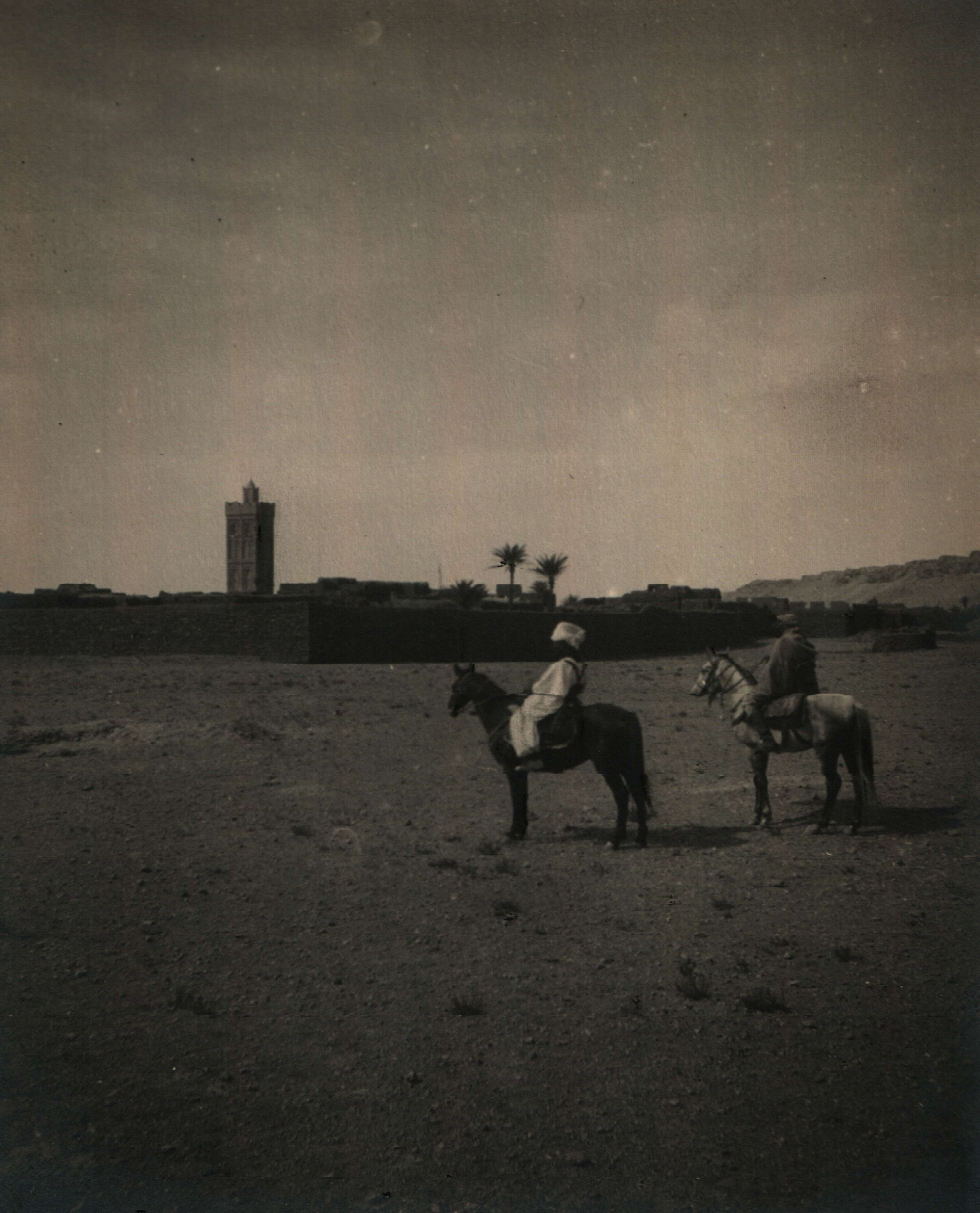
قصر القنادسة 1913

ذكرها العلامة أحمد الهشتوكي في رحلته سنه 1096 هـ والموسومة بهداية الملك العلام إلى بيت الله الحرام وزيارة قبره  ما صورته «ولم نبت إلى العوينة قرب المغرب ووجدناهم يدرسون فاشترينا منهم التبن والشعير لدوابنا وهم ناس لا يبالون بالحجاب يدخل منازلهم العاصي والفاجر وقد اضطررت لعلف بغلتي فلم اجده عند الرجال ووجدته عند النساء فاشتريته من امرأة انا وبعض اصحابي عشاء وكيلته بنفسها وامرت صاحبي فخلص لها و ذكروا انهم ناس من اهل الخير والصلاح والبركات زالنجاح».
اما سيدي عبد القادر التازي في كتابه يقول «ارضهم لا تنبت ربيعا قط لا فائدة فيها ولا اشجار كغيرها من البلدان و ليس لهم بها قوت الا ما يجلب اليها من المشرق أو المغرب " و يضيف قائلا " سالت الشيخ عما كانوا عليه قبل ذلك فاجابني بان كانوا يحملون الملح من بلاد إلى بلاد يبيعونها ليستقاتوا بقيمتها».
اما بخصوص أماكن العبادة فيقول سيدي عبد القادر التازي «ومسجدهم دارة من طين».
حتى جاء فتح الله الكبير على القرية واهلها بقدوم الشيخ سيدي محمد فتحا بن أبي زيان الشريف فاعاد بناء المسجد العتيق الذي كان دارة من طين بناء عجيبا و بناء مسجد آخر والذي هو مقبور فيه الآن فأصبح له بزاويته مسجدان مسجد الخطبة ومسجد دارة باب الزاوية

### شهرتها
اٍشتهرت في نهاية القرن 11 هجري اشتهرت القنادسة بزاويتها التي أسسها أحد أبنائها من السادة العلماء وهو سيدي امحمد بن أبي زيان القندوسي. واشتهرت كذالك عام 1917م باستخراج الفحم الحجري
منها الذي عاد على الحكومة الفرنسية بأرباح كبيرة

## الإقتصاد

### منجم الفحم بالقنادسة

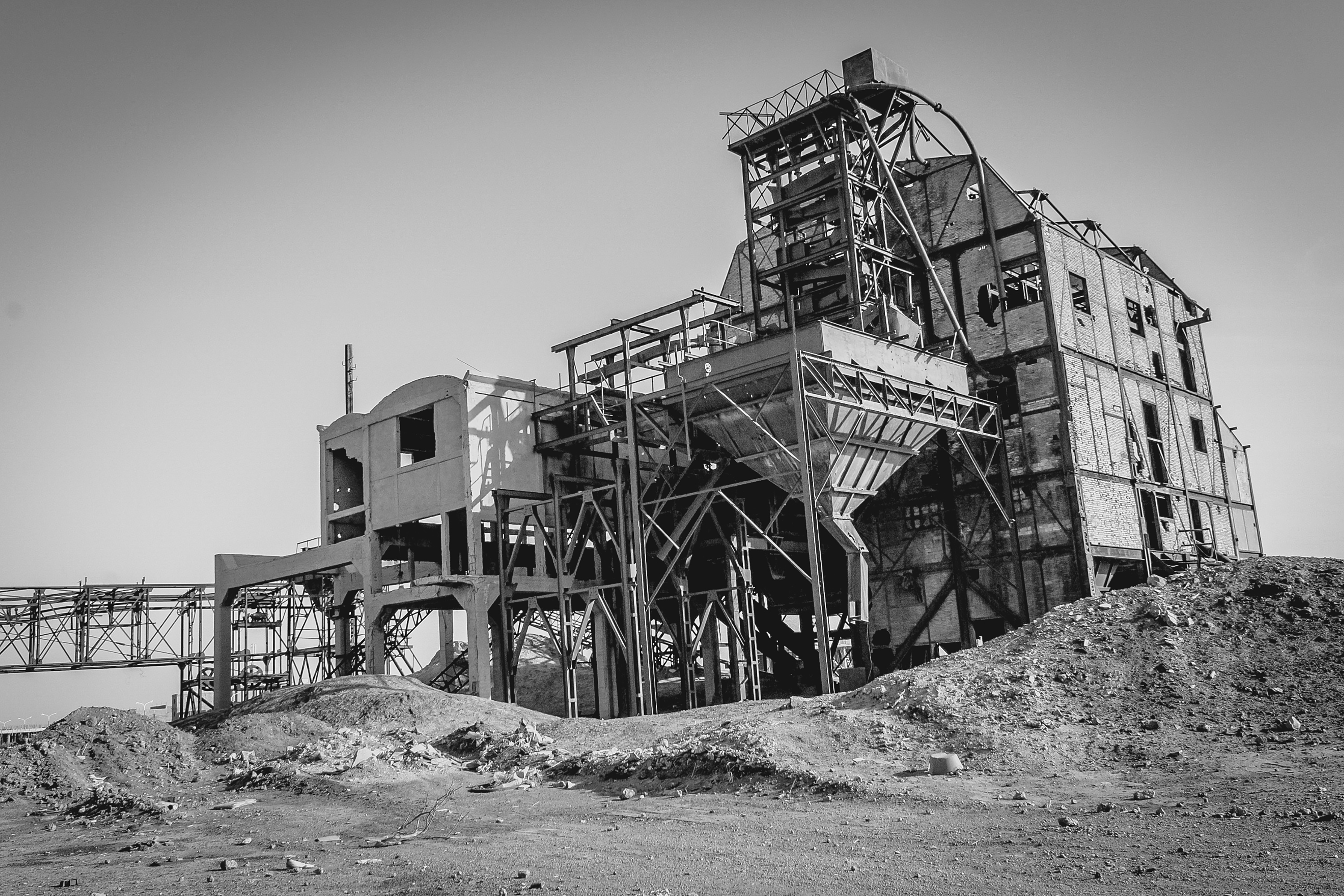
منجم الفحم

منذ سنة 1900 كانت هناك شكوك في وجود الفحم الحجري بالمنطقة إلى غاية 1908 حين عثر أحد أهالي البلدة على تراب أسود لامع جلب انتباهه فأحضره إلى شيخ الزاوية آنذاك، حيث أثار إعجابه هو الآخر الشيء الذي دفعهه إلى استدعاء حاكم بلهادي الذي كان يدعى (CAEVANE) الذي اهتم بدوره هو الآخر بهذه العينة من الاكتشاف وبعثها إلى حاكمه «بالعين الصفراء» ومنها تم إيصالها إلى الجزائر العاصمة ثم إلى فرنسا أين تم إجراء التحاليل عليها من طرف أكبر مخبر بأوربا في ذلك الوقت يدعى (FLAMMAND) الذي أثبت بعد تحاليل جيولوجية ميدانية بأن القنادسة حوض منجمي ينتمي إلى الكاربونيفيل (CARBONIFER) ومن هنا تم التركيز على التنقيب.
أخرجت أول كمية من الفحم الحجري رسميا سنة 1917م مما جعل فرنسا تركز كل اهتماماتها على المنطقة منذ ذلك التاريخ.

## معالم
- قرقاب سطالي وهو أكبر كهف في المنطقة
- منجم الفحم
- وادي مسور
- غار دقيوس بمسور

## أعلام
- مليكة مقدم
- بيار رابحي
- ياسمينة خضراء

## وصلات خارجية
- القنادسة